# 日本消化器内視鏡学会
一般社団法人日本消化器内視鏡学会（にほんしょうかきないしきょうがっかい、英語名 Japan Gastroenterological Endoscopy Society）は、消化器における、内視鏡機器、手技をはじめ内視鏡学全領域で全世界に対して指導的役割を果たしている学会である。
事務局を東京都千代田区神田駿河台3丁目2番1号 新御茶ノ水アーバントリニティビル4階に置いている。

## 沿革
- 1959年、日本胃カメラ学会として創設された後、日本消化器内視鏡学会と改称され[1]、1980年、日本医学会の分科会として加入が承認、2012年、一般社団法人として設立、会員数は 32,725名（平成25年2月末現在）である[2]。

## 事業
- 学会総会、地方会、附置研究会、同好会の開催、機関誌発行、講習会、専門医制度施行、セミナーの開催、消化器内視鏡技師制度施行[3]。

## 認定制度
- 消化器内視鏡専門医制度、消化器内視鏡技師制度がある[3]。
- 消化器内視鏡専門医には、16,732名が認定されている[4]。

## 機関誌
- 『Gastroenterological Endoscopy(日本消化器内視鏡学会雑誌）』（和文誌）年間14回発行
- 『Digestive Endoscopy』（欧文誌）年間6回発行

## 消化器内視鏡技師
消化器内視鏡技師は日本消化器内視鏡学会が認定する資格である。消化器内視鏡診療及び研究の円滑をはかることを目的として設けられている(日本消化器内視鏡学会 消化器内視鏡技師制度規則 第1条)。第一種内視鏡技師と第二種内視鏡技師に分けられている。第一種内視鏡技師は看護師、臨床検査技師、診療放射線技師などの技師制度審議会が定めた日本の国家認定の医療関連者法定免許の保有者を対象としており、第二種内視鏡技師については准看護師免許の保有者を対象としている(同 第7条)。いずれも、認定試験を受験するためには、基礎資格の他に実務経験などの要件を満たす必要がある(同 第8条)。